# 銀河烈風バクシンガー
| J9シリーズ | J9シリーズ           | J9シリーズ             |
| 通番       | 題名                 | 放映期間               |
| ---------- | -------------------- | ---------------------- |
| 第1作      | 銀河旋風ブライガー   | 1981年10月 - 1982年6月 |
| 第2作      | 銀河烈風バクシンガー | 1982年7月 - 1983年3月  |
| 第3作      | 銀河疾風サスライガー | 1983年4月 - 1984年1月  |

『J9-II 銀河烈風バクシンガー』（ぎんがれっぷうバクシンガー）は、1982年7月6日から1983年3月29日までテレビ東京で放送された、国際映画社制作のロボットアニメ。
「J9シリーズ」三部作の第2作。物語のモチーフは、幕末時代の日本、新撰組の顛末。

## 作品解説
『銀河旋風ブライガー』から600年後の世界を舞台に、幕末時代の動乱期をモチーフに「太陽系惑星内での動乱」として当てはめ、同じく新撰組をモチーフとした主人公達率いる「銀河烈風隊」の活躍とその顛末を描く。
山本正之の手による和風ロックなBGMやファッション、台詞回しなどが時代劇調な点が特徴。またアイキャッチにはヴォコーダー（ビリーが演奏するショルダーキーボードから「バクシンガー」という音を発する）が使用されている。
『銀河旋風ブライガー』で主役を演じた塩沢兼人・曽我部和行・森功至・麻上洋子の4人が、前作の彼らの演じた役のイメージを残した各主要キャラクターを演じており、この手法は次作『銀河疾風サスライガー』にも引き継がれている。そして今作はこの4人に加え、徳丸完が演じるドン・コンドールが登場するが、5人目の主人公格キャラクターは今作のみの登場。
劇中で登場するロボットは、バクシンガーを含めすべてが量産を前提としており、戦闘シーン以外にも、「謝礼としてロボットを贈呈する」「交易衛星で新型のロボットの売買が行われる」「ロボットの生産・購入による予算のやりくりに頭を抱える」など、「モノ」として描写されていた。いくらか卑劣な作戦はあったが、登場する敵対組織も「悪の組織」ではなく、1人1人が志を抱える人間の集まりである。戦闘シーンではバクシンガーの戦闘と共に、バイクに乗った人間同士が熱い戦いを繰り広げるシーンも描かれている。なお本作でのバイク（コスモバイク）は空中や宇宙空間を普通に飛ぶ乗り物として扱われており、宇宙を飛ぶ際も乗っている人間は特に宇宙服らしきものは身につけておらず、宇宙空間から大気圏突入しているシーンも多い。ただし後半ではフルフェイスのヘルメットを装着して出撃している。
最大の特徴は、基本的に1話完結である『ブライガー』『サスライガー』とは一線を画した大河ドラマ的ストーリーにある。銀河烈風隊は史実の新撰組同様、だんだんと追いつめられて行くが、それでも、主君を裏切ったり隊を逃げ出したりせず、「烈」の花火を壮大に打ち上げてほとんどの主要キャラクターが戦死する悲劇的な結末を迎える。しかし、彼らの活躍も史実同様に後々の『サスライガー』の時代まで語り継がれることになる。
エノキフイルムによって輸出時につけられた英語のタイトルは「COSMO RANGER」である。「コスモレンジャー」という用語は、日本では前作『銀河旋風ブライガー』で「コズモレンジャーJ9」として使われていたが、ブライガーの輸出時の名称は「COSMO RUNNER」である。その名称は英語では「バクシンガー」で使われ、「銀河烈風隊」は「COSMO RANGER J9-II」となる。

## あらすじ
前作『銀河旋風ブライガー』のラストで語られたカーメン・カーメンによる大アトゥーム計画（木星爆破による新惑星の大量創造）から600年、時代は28世紀を迎えていた。人類は地球軌道上に35の植民惑星を築いて移り住み、星々は太陽系管理機構ドメスチック・バクーフ（モデルは幕府）によって統治されていた。
しかし、メリーカ（モデルはアメリカ）・エンゲーレス（モデルはイギリス）・ランス（モデルはフランス）等の外宇宙艦隊（異星人）との接触をきっかけにバクーフ統治体制の弱体化が露見、ロングー（モデルは長州藩）・ゴワハンド（モデルは薩摩藩）・トルサ（モデルは土佐藩）等の反体制派の惑星が台頭するなど、太陽系は混迷を極めていた。
そんなある日、アステロイドの伝説に残る「コズモレンジャーJ9」に憧れる惑星ターマのディーゴ・近藤（ドン・コンドール）らは太陽系で一旗上げるべく仲間達と共に「銀河烈風隊」を結成する。銀河烈風隊はバクーフのリーダーである総将軍・アーウィン14世の護衛を務めたのをきっかけにバクーフ特別警備隊に組み込まれ、闇の武器商人・スリーJから手に入れた巨大ロボット・バクシンガーを駆り、反バクーフ勢力と戦うことになる。

## 登場人物

### 銀河烈風隊
真幌羽士郎（まほろば しろう） / ビリー・ザ・ショット
声 - 塩沢兼人
銀河烈風隊一番隊隊長。銀河烈風隊屈指の剣士でバクシンガーのメインパイロットでもある。
剣だけでなく銃やバイク・ロボット操作も超人的な腕前であり、卓越した戦いの才能と腕前を持ちながら、本来は争いや殺し合いを好まない優しい性格。しかしディーゴやシュテッケンの「銀河烈風隊を一大艦隊にする」という夢の為に容赦なく敵を斬り、その刃を烈風隊の裏切り者へ向ける事も度々あった。
イノケンチ・フランチェスコという洗礼名を持つクリスチャンで、終盤では戦いの中で数多くの命を奪った事を深く懺悔していた。戦いを離れれば子供好きの好青年。
前作『ブライガー』におけるブラスター・キッドに相当するキャラクターで、モデルは沖田総司。劇中では沖田同様彼も病気に苦しめられる。彼が侵されたのは失明の病で、外宇宙の医療を受ければ回復する可能性もあったが、戦いの場を離れることを拒み、ついに失明してしまう。その後も心眼とハイパーセンサーを駆使し、以前と劣らぬ技量を見せた。常に丁寧語で話す優しい男。ミレイ（声：野崎貴美子）という姉がいる。
主治医のDr.ディネッセンの娘・リリィ（声：高木早苗）と互いに淡い恋心を抱きあっており想いも通じあっていたが、烈風隊と運命を共にする道を選び、結ばれる事は無かった。最終的にサンダビーダ要塞における決戦での激しい戦いの末、その短い生涯を終える。
ディーゴとは逆に本編中本名の「士郎」と呼ぶのはディーゴ、シュテッケンくらいで他からは「ビリー」と呼ばれる。
ヌビア教の当代・カーメン18世とは、生き写しのように似ている。
シュテッケン・ラドクリフ / 諸刃のシュテッケン
声 - 曽我部和行 / 飯塚はる美（幼少期）
前作『ブライガー』におけるかみそりアイザックに相当するキャラクター。銀河烈風隊副長。銀河烈風隊の鉄の規律を定め、これに違反したものは厳しく罰する冷徹な性格の持ち主だが、半面短気で喧嘩っ早い。味方にも敵にも容赦ない態度から「諸刃」とあだ名される。
ディーゴと共に銀河烈風隊を旗揚げし、それを太陽系有数の一大艦隊にすべく奮闘する。太陽系動乱の真っ只中にいながら政治的思想は全く無く、むしろ烈風隊に思想は不要と徹底的に排除していた。バクーフについていたのも「召し抱えられたから」以上の肩入れは無かったが、あらゆる劣勢に動揺する事なくバクーフに義を貫き通す。
またコンピューターの扱いなどもこなす知性派でもあり、小難しい事を考えるのが苦手なディーゴからしばしば面倒を押しつけられる。行儀が悪いのがたまにキズ。モデルは土方歳三。
ビリーと同じく、サンダビーダ要塞における最終決戦での激しい戦いの末、その生涯を終える。バクーフの恒星間宇宙船を建造したマルレーン造船の社長令嬢である、ソニア・マルレーン（声：高島雅羅）から恋心を寄せられていたが、最後まで『烈』の志に殉じ、その想いに答える事はなかった。
劇中ナレーション、および次回予告はシュテッケンによるモノローグ。
ディーゴ・近藤 / ドン・コンドール
声 - 徳丸完
銀河烈風隊局長。もとはアステロイドベルトの辺境地ターマ隕石海（モデルは多摩）を根拠地としていた暴走族「烈」のリーダーだったが、J9に憧れ（劇中世界の歴史上におけるJ9の伝説は「故事」と呼ばれている）、J9にあやかる形で盟友のシュテッケン、ビリーらと共に銀河烈風隊を結成する。やがて銀河烈風隊は300名を越える大部隊となり、彼はその頂点に君臨することになる。バクシンガー搭乗要員の他の4人とは異なり、前作『ブライガー』における彼に相当するキャラクターが無く、5人目のメンバーとして本作にて全く新たに設定された人物。次作『銀河疾風サスライガー』にも彼に相当するメンバーは存在しない。
豪放磊落、義侠心にあふれ、一見いい加減なようだが人を取りまとめる力に長けている人望の固まりのような男。モデルは近藤勇。甘いものが好きで、執務中にぜんざいなどを食しているシーンがしばしば見られた。ビリーの姉ミレイに淡い恋心を抱いていたらしく、彼女が結婚することを告げられショックだったようである。
「J9って知ってるかい?」から始まるOPナレーションを担当している。
アステロイドベルトが戦場になる事を阻止すべく、完成したばかりの量産型バクシンガーに一人搭乗し、新太陽系連合の大軍と戦い、壮絶な戦死を遂げる。戦場に赴く直前、烈風隊に遺言としてビデオメッセージを残す。
「ドン・コンドール」は、通り名というよりむしろ称号のような扱いで、本編中では仲間内には本名の「ディーゴ」で呼ばれることの方が多かった。部下達や後から烈風隊に加わった佐馬は「ドン・コンドール」と呼んでいた。
ライラ・峰里（らいら みねり） / 不死蝶のライラ
声 - 麻上洋子
前作『ブライガー』におけるエンジェルお町に相当するキャラクター。銀河烈風隊特別隊員（バクシンガー搭乗要員）。銀河烈風隊結成時にたまたま別行動をしていたジャッキーとファンファンを助けた縁で入隊することになる。戦闘時は得意なナイフ投げと電磁ムチで闘う。
実は、バクーフ総将軍ユーリ・カズン・アーウィンの生き別れの妹で、しかも反バクーフの筆頭ゴーショ家の血も引いていた。
当初は体の前部が大きく露出しているセクシーなコスチュームを着用していたが、中盤から変更されている。オープニングでは、最終回まで変更が無かったため、前開きコスチュームを継続して使用している。
ビリーやシュテッケンと同じく、サンダビーダ要塞における最終決戦での激しい戦いの末、その生涯を終える。なお、最終決戦には四番隊隊長として臨んでいる。
佐馬之介・ドーディ（さまのすけ ドーディ） / かっ飛びの佐馬
声 - 森功至
前作『ブライガー』における飛ばし屋ボウィーに相当するキャラクター。銀河烈風隊特別隊員（バクシンガー搭乗要員）。流れ者だったが、第1話でディーゴらのピンチを救ったことがきっかけで銀河烈風隊に入隊することになる。斜に構えたきざな男だが、実は寂しがり屋。一人称は「拙者」。モデルは原田左之助。
サンダビーダ要塞にて、烈風隊への復讐を目論み要塞へ潜入したジル・クロード及びその一派から襲撃され、瀕死の重傷を負う。最後の力を振り絞り恋人であるキャシー・ルーに語りかけようとするも及ばず、最終決戦を待たずしてその生涯を終える。
ジャッキー・リー
声 - 頓宮恭子
ビリーがターマで面倒を見ていた少年で、その縁から銀河烈風隊に入隊する。コンピューターの天才で、中国拳法の使い手。その実力は蹴りでコンクリートをたたき割るほど。実は妹のファンファン共々大財閥であるビクトール財閥のオーナーであるナターシャ（声：横沢啓子）が駆け落ちしていたさいに産まれた子供で、ナターシャの父親によって無理矢理引き離され、そのさい二人の実父は殺され、伯父のイアン・リー（声：清川元夢）によって育てられていたことが後に判明する。シュテッケンやビリーの計らいで最終決戦に参加せず生き延びる。
ファンファン・リー
声 - 雨宮一美
ジャッキーの妹で、同じくビリーに世話になっていた。兄同様中国拳法の使い手で、銀河烈風隊では諜報や通信係などを担当。隊員に格闘術を指南するほどの腕前を持つ。ジャッキー同様、最終決戦に参加せず生き延びる。
ジャン・ジャック・ジャーニー / スリーJ（スリージェイ）
声 - 八奈見乗児
『ブライガー』に登場するパンチョ・ポンチョに憧れる闇の武器商人だが、シュテッケンに騙されてバクシンガーとその母艦バクシンバードを造り、しかもディーゴに丸め込まれてその代金を踏み倒される。
そのまま仕方なく彼らと同行するが、銀河烈風隊がバクーフ特別警備隊となると、その情報網や諜報能力を活かして何度も銀河烈風隊の危機を救う。腐れ縁から自ら最終決戦にも参加しようとするが、シュテッケンは「商人には商人の戦い方がある」とそれを許さず、彼にバクシンバードを返還、生き延びさせる。
上記の通り『ブライガー』のパンチョ・ポンチョに相当するキャラクターだが、金の為にJ9をちょくちょく裏切ろうとしていたポンチョに比べ、最後まで銀河烈風隊に尽くした。
クラ・パチーノ
声 - 塩屋翼
銀河烈風隊二番隊第隊長。モデルは永倉新八。ターマ時代からの古参メンバーで、後から加入したサイトーらと当初は殴り合いの喧嘩をしていたが、シラヌイ党を撃退した後は意気投合し、サイトーとコンビで登場することが多くなる。戦闘ロボットに対しても果敢にバイクで攻撃を仕掛け、バクシンガーをサポートする。
サイトー
声 - 島田敏
三番隊隊長。モデルは斎藤一。途中から烈風隊に入隊したメンバーで、クラ・パチーノと当初はよく喧嘩していたが、意気投合した後はコンビで登場することが多くなる。史実と異なり最後まで銀河烈風隊としてクラ・パチーノと共に戦い抜いた。
カイト
声 - 広森信吾
一番隊隊員。のちに副隊長となりビリー不在の時一番隊の指揮を執る。セリフを話す機会は少なかった。モデルは島田魁。
イノゲン・ローム
声 - 広森信吾
四番隊隊長。新惑星軍との決戦では銃弾を浴び重傷を負うも、一命を取りとめる。モデルは井上源三郎。
カシム・タローン
声 - 堀秀行
ディーゴらの不在の間に有望な人材として勧誘を受け、烈風隊に入隊した男。しかし実は反バクーフ思想の持ち主であり、その目的も烈風隊に思想を持ち込み反バクーフ部隊として乗っ取り、作り変える事だった。上手く行きかけていたが、帰還したシュテッケンと会い、丸め込む事は不可能と判断したタローンは直接反乱を企てるも敗北し討たれた。モデルは伊東甲子太郎。
テディ・ベイン
声 - 田中和実
五番隊隊長。もと一番隊隊員で、ビリーによく可愛がられていた、ターマからの古株。しかしカシム・タローンの幼馴染だったため彼の反乱にやむなく加わり、ビリーに討たれる。モデルは藤堂平助。
ジューロ・南
声 - 鈴置洋孝
ディーゴ不在の間指揮を任される程の逸材だったが、反乱首謀者カシム・タローンを烈風隊に参加させた責任に悩みつづけ、隊を脱走。烈の精神に殉じ、妹の農場に身を寄せ追手を待ち、自ら斬られることを望むかの如く、佐馬に斬り殺される。モデルは山南敬助。
キャシー・ルー （第19話のEDテロップではキシー・ルー）
声 - 鈴木富子 / 川島千代子（第29話から）
ジューロ・南の妹。兄とは別々の家に預けられたため、姓が異なる。兄の敵である佐馬に興味を持ち相思相愛の仲になるが、サンダビーダ要塞にて佐馬の最後を看取ることになる。佐馬の子を身ごもっていたが、そのことを気付いたのは佐馬が亡くなった後であった。

### 太陽隊
カルモ・ダクス
声 - 西村知道
銀河烈風と共にバクーフ特別警備隊となった太陽隊の隊長（6話に結成）。トーミ星（モデルは水戸藩）出身。血筋を鼻に掛け銀河烈風と張り合うが、隊規を作った際規則を読まずに署名したため、後に隊規違反で処刑されかかり、最後には自決を促されるが、戦闘ロボットでバクシンガーに挑みかかって、返り討ちに遭い死亡。粗暴で傍若無人だが動物的勘が強く、エルン・バイストの陰謀をいち早く察知している。モデルは芹沢鴨。
ニイ・ミッキン
声 - 田中和実
太陽隊の幹部でカルモの側近的存在。銀河烈風襲撃を企てるも、目論見が発覚した上に、最期はビリーに斬り殺された。モデルは新見錦。

### ドメスチック・バクーフ諸陣営（アーウィン家とその配下など）
アーウィン14世
銀河烈風結成当時のドメスチック・バクーフ総将軍。台詞はほとんどなかったが、銀河烈風や太陽隊がエルン・バイストを討ったことを感謝して報奨金や機動ロボ「テングーム」を贈ったりしていた。
しかし新惑星との関係が悪化する中、心臓発作により急逝してしまい、太陽系の情勢は一気に不穏な動きを見せていくことになる。モデルは徳川家茂。
ユーリ・カズン・アーウィン
声 - 村山明
アーウィン14世亡き後、動乱の中でアーウィン家とゴーショ家の両家の血を引く立場から、総将軍に担ぎ出される。総将軍に就くまでは、禁断とされていた両家の血を引いているという理由で、疎まれ若くして隠居状態に置かれる等、不遇の時を過ごしていた。当初は自らの手腕でバクーフ建て直しを図ろうと野心的だったが、総将軍職を解任され窮地に立たされても自分を見放さない人々がいることを知り、新たな理想のために力を尽くすことを誓う。不思議と気を許すことの出来るライラに想いを寄せ、決戦を前に動乱終結の暁にはそばにいて欲しいと告白するが、実の妹と知らされ断念。片方の目が髪に隠れていることが多いが隻眼などではない。最終決戦前に連合軍の罠にはまり、艦隊とともにその命を終えた。モデルは徳川慶喜。
モーリ・アーウィン
声 - 堀秀行
アエイズ星（モデルは会津藩）の領主（アエイズ公）。かつては銀河烈風隊を従えていたが、自分よりアーウィン家の血が薄いユーリが将軍になったことを嫌い、独自行動をとるようになる。トーバ・ミフーシ間の戦いで形勢が逆転、追われる立場となった後は、他のバクーフ派惑星群が通信妨害により援護できない中、アエイズ星の本拠地でイーゴのゴワハンド艦隊と死闘を演じた。その際自軍を援助してくれたユーリ艦隊を見て、ユーリと手を結ばなかった自分の過ちを認め、城を降伏させた後、拳銃で命を絶った。モデルは松平容保。
なお、少年決死隊（モデルは白虎隊）の隊長であるトーニ・アーウィン（声：中原茂）は年の離れた弟である。史実とは逆にモーリが自決し、トーニ達少年決死隊は生き残っている。
ゲルバ・ゾルバ
声 - 田中崇
第10話に結成されたモーリ・アーウィン配下のスクランブルポリス隊（SP隊、モチーフは見廻組）司令官。バクーフとの古き付き合いの血筋を誇り、暴走族上がりの銀河烈風隊を見下し、手柄を多く立てるために「疑わしきは殺せ」の元に移民船団を無差別に攻撃するなど、過激な行動を出ることが多々あった。しかし、過激な行動はバクーフに対する強い忠誠心に起因するものである。モデルは佐々木只三郎。
後にゴーショシティに焼き討ちマシンが送り込まれることを阻止できなかった責任を取り、自ら命を絶った。
タイロン・イーデン
ドメスチック・バクーフの筆頭大臣。バクーフの中ではハト派で、外宇宙艦隊にいくつかの星を分け与えて、外宇宙との衝突を平和的に解決しようとしていた。しかし、サクラ・ゲイトにて実の子であることを知らないニーノ（モデルは『侍ニッポン』の新納鶴千代）の襲撃を受け暗殺されてしまう。モデルは大老井伊直弼。
ツルグ・カーイ
声 - 鈴木清信
ガオーカ星（モデルは越後長岡藩）の若き活動家。人望あふれる優れた武人。ハイスクール時代、ディーゴの剣術のライバルだった。河井継之助がモデル。

### 新惑星側諸陣営（ゴーショ家・ロングー星・ゴワハンド星・トルサ星など）
エリカ・テーナ
声 - 中西妙子
ゴーショ家の影の権力者である女帝。反バクーフの強硬派で、プリンス・ゴーショ亡き後、幼いマロウ（声：中原茂）をゴーショ家の党首に据え、摂政として権力をふるう。新惑星連合の反バクーフ勢力に対し後ろ盾として導き、オズマ・ドラーゴの穏健な思想を危惧し暗殺を命じる等暗躍する。ライラの出生の秘密を知る数少ない1人。モデルは岩倉具視。
プリンス・ゴーショ
声 - 塩屋翼
ゴーショ家の党首で、ユーリ・アーウィンがアーウィン家とゴーショ家両方の血を引くことから、見下し虐げていた。だが、ユーリがバクーフ総将軍の地位に就き権力を持ったことで、ユーリから復讐されると思い込み、その影に怯え、ついには精神に異常をきたし憤死する。 死去後、ゴーショ家は幼いマロウが継ぎ、エリカ・テーナが摂政として権力をふるうようになる。
エルン・バイスト
声 - 金沢寿
銀河烈風隊や太陽隊を含むバクーフ護衛艦隊の司令官。ゴーショ家内部の反バクーフ派と結んで護衛艦隊ごとゴーショ側に寝返ろうとし、それに反対した銀河烈風隊や太陽隊の抹殺を企み返り討ちにあった。モデルは清河八郎。
ケイ・マローン
声 - 島田敏
ロングー星出身の若き革命家。早くから反バクーフの態度を鮮明にし、地下活動を行っていた。兄のロイ・マローンを倒されてからは、銀河烈風隊への復讐にも情熱を燃やす。
情熱の塊のような彼は卑怯な手を好まず極力正攻法で戦おうとする。そのため、なるべく戦闘を避けようとするイーゴとはしばしば対立した。
サンダビーダ要塞における最終決戦に参戦し、戦闘中にシュテッケンと遭遇し倒されるが、生死は不明。モデルは桂小五郎。
ロイ・マローン
声 - 田中秀幸
ロングー星出身の過激な革命家。ケイ・マローンの兄。ロングー星の反バクーフ勢力決起のため、ケイを説得し、ゴーショ・シティの焼き討ちを企てた。だが、烈風隊によって阻止され、戦火の中に散った。ケイの活動家としての背景や生き方を補完する存在として描かれたオリジナルキャラクターであり、モデルは存在しない。
シンザーク・ハイム
声 - 小野田英一
ロングーの虎と異名を取る冷静沈着な革命家。不治の病を押して反バクーフ運動を行い、身体能力面ではシュテッケンと互角の剣の腕前を見せる。シンザークがシモーノ星で組織した民兵隊は、彼の亡き後も最後までバクーフを苦しめ続けた。
モデルは高杉晋作。
ジル・クロード
声 - 鈴置洋孝（第11話まで） / 沢木郁也（第18話から）
新惑星系のアウトロー集団、シラヌイ党リーダー（声：沢木郁也）の弟。兄を殺された後に残党を率いて烈風隊に挑み、敗北。以後、ケイ・マローンの革命ゲリラの一員となり、執拗に烈風隊を付けねらう。立身出世と烈風隊への復讐の為ならどんな手段も厭わない卑劣な男である為、正々堂々をよしとするケイ・マローンとは段々仲を違えていく。モデルは『燃えよ剣』に登場する七里研之助。
最後は烈風隊の幹部である佐馬を暗殺し、結果としてバクシンガーを起動不可能にさせるという殊勲をあげるが、駆けつけたビリーたちに倒される。
イーゴ・モッコス
声 - 長堀芳夫
ゴワハンド星の軍人。当初は中立の立場をとり、ゴーショシティに反バクーフ過激派が集った時にはこれと戦う事もあった。
しかし基本的には戦いを嫌う男で、オズマの説得を受ける等して反バクーフ側についてもなお、説得や交渉を重んじた。また、反バクーフの決意を固めてもしばらくの間は表立って反旗を翻さず、バクーフ軍がシモーノ星を攻略した時には戦列を離脱し、結果としてシンザークを見殺しにした。
こうした態度や恰幅のよさと抜け目のなさ等から「タヌキ」とも呼ばれていたが、単なる老獪な男ではなく優しさも見せる。ラストでは銀河烈風隊の残党狩りをさせず、後世に彼らの名を残すのにある意味貢献している。モデルは西郷隆盛で、名前のモチーフは熊本の方言で「頑固一徹で、無骨な性格を持つ人物」という意味の「肥後もっこす」。
オズマ・ドラーゴ
声 - 大林隆介
この世界の標準語から外れた独特のしゃべり方をするトルサ星出身の革命家。盟友ナーカ・シンタル（モデルは中岡慎太郎、声：広森信吾）と共に、外宇宙と対等に向き合えるような新しい社会を作るという夢を持つ。反バクーフや親バクーフといった立場に囚われない考えの持ち主で、烈風隊の基地にも平気で訪れシュテッケン達にも一目置かれていた。
最終的には、新体制を作るべくケイやイーゴ達を結託させ、新惑星連合を成立に導くが、その思想を危険視したエリカ・テーナの命により、モデルの坂本龍馬同様、志半ばで盟友ナーカ共々暗殺され、銀河烈風隊の手によって宇宙葬に付された。

### その他
カーメン18世
声 - 塩沢兼人
前作『銀河旋風ブライガー』に登場したカーメン・カーメンの生まれ変わりと称するヌビア教の教祖。アステロイド・ベルトに拠点を持ち、その予測できない行動に銀河烈風隊だけでなく全陣営が対応に苦慮した。声優がビリー役の塩沢なのは「2人は顔がそっくり」という設定のためで、劇中カーメン18世とビリーが対面して驚くシーンがある。
幕末史におけるモデルは存在しないが、ヌビア教徒による「ヌビアの狂乱」は、ええじゃないかをモデルとしている。

## 用語

### 組織
銀河烈風隊 (ぎんがれっぷうたい)
バクシンバードを基地に、バクシンガーに合体する5台のバイクと、一般隊員用の緑の戦闘バイクを多数有する。一般隊員は薄紫色の羽織を着用。ターマを出た当初は20名以下の少数勢力だったが、キョーラーク星（京洛＝京都）ミーブの谷（壬生）での特別警護隊旗揚げ時には五番隊まで増員され、カシムの反乱の後には機動ロボット部隊も新設され、テングームやブライダーをバクシンバードに搭載する。
ミーブの谷に屯所を構える頃までは「銀河烈風 J9-II」（ぎんがれっぷう ジェイナインツー）を名乗っていたが、これは伝説的英雄コズモレンジャーJ9に由来する。アステロイドベルト出身のディーゴたちにとって、アステロイドで結成されたJ9は地元の名士であり、憧れの的だった。
銀河烈風隊としては常に負け無しの大活躍をするが、バクーフ全体の弱体化や反政府勢の著しい台頭は一部隊の活躍だけでは如何ともし難く、新太陽系連合との戦いで徐々に追い詰められる。サンダビーダ要塞における最終決戦までに幹部隊員が全員戦死し、一般隊員たちも多くがその命を失ったが、一部の隊員が生き残り、その子孫たちが人知れず烈風隊の活躍を語り継いでいる。『サスライガー』の時代には、ブラディ・シンジケートがミーブの谷に歓楽街を作ろうとしたが失敗に終わり、銀河烈風隊発祥の地として、谷はかつて敵対した新太陽系連合政府から特別保護区に指定されている。
太陽系管理機構ドメスチック・バクーフ
カーメン・カーメンによる大アトゥーム計画により壊滅的な被害を受けた後、復興のために誕生した組織。混乱を鎮める際に主導的役割を果たした、ゴーショ家（モデルは皇室）とアーウィン家（モデルは徳川家）の両家が政府の中枢として統治している。だが、長い歴史の中で、アーウィン家が政務実務を、ゴーショ家が政府の象徴として分離するようになり、対立の火種を抱えるようになる。モチーフは徳川幕府。
新太陽系連合
トルサ星のオズマ・ドラーゴ、ロングー星のケイ・マローン、ゴワハンド星のイーゴ・モッコスが手を組み、弱体化したバクーフに代わる新たな統治機構として誕生した組織。権力の後ろ盾としてゴーショ家を味方につけ、トーバ・ミフーシの戦い（＝鳥羽・伏見の戦い）において、イーゴとカルツ・ステーキン（モデルは勝海舟）の密談によりユーリ率いるバクーフ軍をどんでん返しの敗北に追い込む。烈風隊とバクシンガーには苦戦（敗北が多い）するものの、着実にユーリ軍を追い詰めてゆき、サンダビーダ要塞の戦いで銀河烈風隊とユーリ軍を全滅させることに成功、新政府を確立することに成功する。しかし『サスライガー』を見る限り、新太陽系連合による統治はブラディ・シンジケートの暗躍などもあり、うまくいっていないようである。モチーフは明治政府。
太陽系自由連邦
銀河烈風隊とユーリ艦隊、外宇宙メリーカ星帰りのブーヨ・ノモルト（モデルは榎本武揚、声：金沢寿）とその技術者たち、そしてユーリを支持する列星同盟（ユーリ派の諸惑星同盟。モチーフは奥羽越列藩同盟）の青年将校が結成した独自の統治機構。天王星軌道にメリーカ星の技術を投入したサンダビーダ要塞（モチーフは五稜郭）を築いてそこを本拠地とし、銀河烈風隊によるゲリラ網が引かれていた。
サンダビーダ要塞と同様の要塞を、天冥軌道に4つ作って新太陽系連合の惑星群を囲むことで太陽系にもう一つの独立体系を作り、いつの日か新太陽系連合と友好的に合併することを望んでいたが、新太陽系連合軍総勢15万の前にその夢はかなわず、ユーリ艦隊は連合軍の罠にはまり全滅、銀河烈風隊はジャッキー、ファンファン、スリーJらとバクシンバードを残し玉砕し、同盟は崩壊した。モチーフは蝦夷共和国。

### 機動メカ（ロボット）
バクシンガー
銀河烈風隊が搭乗する5台のオートバイが、シンクロン理論によって巨大化・変形合体（バクシンクロン・マキシム、シンクロン合身）することによって完成する全長48メートル、重量106.6トンの巨大ロボット。その姿は鎧武者をモチーフにしている。ビリーが乗る紺色の大型三輪バイク「レップーン」が胴体と頭、ディーゴの黄色いバイク「タイフーン」が右腕、シュテッケンの赤いバイク「ハリケーン」が左腕、ライラの黒いサイドカー「モンスーン」が右脚、左馬の水色のサイドカー「サイクロン」が左脚になる。
劇中では神懸り的な強さを誇り、より強力な装備を持つ敵をも操縦技術で圧倒。地球圏製、外宇宙製を問わず、無数の敵ロボットを葬り去った。
主な武装は各バイクの兵装の他に、背中に背負った大型ミサイル「スピンファイヤーマックス」、胸のスロットから召喚する両刃の長剣「バクソード」、右手首から召喚する外宇宙製の片刃の長剣「ニューバクソード」等。回によってはビームキャノンやミサイルランチャーを背負っていることもある。内蔵火器も様々装備しているが、ほとんどの局面は剣のみで切り抜けていた。J9シリーズ歴代主役ロボの中で、唯一、合体するとともに指（マニピュレーター）が5本ある。
バクシンガーは各バイクのパイロット5人（ディーゴ・シュテッケン・ビリー・ライラ・佐馬）がそろわないと運用できないが、後に造られた量産機はオートシンクロン機能を持ち、1人でも運用できる。量産機は本来5人それぞれに用意する予定だったが、予算不足から製造は1機止まりになり、その機体も配備直後にアステロイドベルトを戦場にしないために出撃したディーゴとともに散った。最終決戦では直前に佐馬をも失い、もはや合体することも叶わず、バイク形態のまま出撃し銀河烈風隊とともに最期を遂げる。
モンスーン及びサイクロンのサイドカー部には、ファンファンとジャッキーが搭乗していることも多い。
バクシンバード
銀河烈風隊の母艦であり、基地。ブライダーを数体収容できる。建造費用はシュテッケンがスリーJをだまして出させ、結局出世払い。重力下では地上走行する基地形態へと変形する。オープニングではバクシンガーがこのバクシンバードの上に飛び乗っており、両者のサイズが同じくらいとなっている（バクシンガーはニオーム、ブライダーなどの機動ロボと同じくらいのサイズ）。
ブライダー
シュテッケンが地球圏の技術とランス製の機関などの外宇宙の部品を組み合わせて製造させた、烈風隊専用の機動ロボ。その性能は「外宇宙のロボとも渡り合えるほど」とのことだが、バクシンガーほど頼りになる訳ではない。その名はJ9の愛機ブライガーにあやかったものだが、デザインは似ていない。バクシンガーと違い、背中のミサイルやビームガンなど射撃用の武器が中心で、ある程度距離をとった戦闘を集団で行っていた。値段は一機8000万ボールらしい。
ダイモ
シラヌイ党が使用していた旧型の戦闘ロボット。複数出撃しバクシンガーと戦った。ジル・クロード機は強力なレーザー光線を頭部内部に装備し、バクシンガーをひるませるが、銀河烈風隊バイクの援護射撃により砲を封じられ敗れる。なお後述のキットでは他社に同名商標が存在する為に"ダイモガンプ"という形式名称になっている。
テングーム
主にゴーショ家側やバクーフ側の勢力が使用する機動ロボ。後に改良型も登場。護衛の働きを認められた烈風隊にゴーショ家から与えられたが、配備直後、ロングー星勢力との戦いで撃破される。その後も数機配備されていたがカシム・タローンの内乱の際に撃破される。名前の通り天狗がモチーフで、天狗のうちわ型のミサイルや火炎放射で攻撃する。
バクロン
バクーフ側の機動ロボ。ユーリの台詞に出てきたのみで詳細は不明。
ニオーム
オープニング映像に登場する敵戦闘ロボット。本編ではキョウラーク星のロングー一派との戦いから登場。その後も様々な敵勢力が幾度となく使用し、劇中最もポピュラーな敵ロボットとなる。ランスのようなものや薙刀など、白兵戦用の武器を中心とした多彩な武装が特徴。名前の由来は仁王から。
クラウワンカ
ゴワハンド星の主力機動ロボ。機体色は紫。胸部から蛇型メカを飛ばして攻撃が可能な他、頭部を射出して分離攻撃を仕掛ける等、変則攻撃を得意とする。『スーパーロボット大戦GC』では新惑星連合の主力メカとして大量に登場し、ビームとジャベリンで戦う。
トルシンド
トルサ星の機動ロボ。斧と頭部レーザー砲を装備。
クリスタルゴ
外宇宙製の最新鋭機動ロボ。虫のような外観で、腕部のハサミ内部から非常に強力な破壊光線を発射する。その上装甲は耐ビーム装甲になっており太陽系のビーム兵器はほとんど通用しない。新惑星系勢力でもおいそれと購入できる価格ではないらしく、量産機ながら登場機数はそう多くはない。シモーヌ星（モチーフは下関市）に配備されていたほか、ケイ・マローンも捕まえてきた科学者と共に乗り込んでいた。後期では新太陽系連合軍の機動メカとして登場する。

### 舞台
惑星海 （わくせいかい/プラネッツ・オーシャン）
地球軌道上にある36惑星からなる宇宙域。6惑星ずつ6区域に分割されており、それぞれ、地球、ドーエ星、ガオーカ星、他3惑星より構成される「G-I ブルー惑星海」、アエイズ星、セーダイ星、ネザーワ星、シーナイ星、フクーシ星、他1惑星の「G-II レッド惑星海」、キョーラーク星、ラーナ星、カイサ星、トーバ星、ミフーシ星、バーチカル星の「G-III イエロー惑星海」、ゴワハンド星、トルサ星 他4惑星の「G-IV ヴァイオレット惑星海」、ロングー星、シモーノ星、他4惑星の「G-V グリーン惑星海」、トーミ星、他5惑星の「G-VI オレンジ惑星海」と呼ばれる。
その後改名された惑星もあり、『サスライガー』の時代の名称と全てが一致するわけではない。

## スタッフ
- 製作・企画・プロデューサー - 壺田重夫
- 原案・構成 - 山本優
- 音楽 - 山本正之
- チーフディレクター - 新田義方[注 3]
- キャラクターデザイン - 小松原一男
- メカニックデザイン - 大西博
- オープニング作画 - 荒木伸吾、姫野美智（荒木プロダクション）
- チーフデザイナー - 高島平
- 製作担当 - 今江修司
- 編集 - 井上編集
- 録音 - 斉藤恒夫
- 音響効果 - 佐藤一俊
- サブプロデューサー - 藤家和正
- オーディオディレクター - 本田保則（第1話 - 第18話）→四辻たかお（第19話 - 第39話）
- 製作業務 - 中出久美
- 製作事務 - 小田すみえ
- 制作 - 国際映画社

## 主題歌
オープニングテーマ - 「銀河烈風バクシンガー」
作詞 - 山本優 / 作曲・編曲 - 山本正之 / 歌 - 山形ユキオ、坂部悟 / ナレーション - 徳丸完
エンディングテーマ - 「アステロイド・ブルース」
作詞 - 山本優 / 作曲・編曲 - 山本正之 / 歌 - 増田直美

### 挿入歌
「マイ・ソウル・ジャーニー」
作詞 - 山本優 / 作曲・編曲 - 山本正之 / 歌 - 増田直美
「愛のライディング・マシーン」
作詞 - 山本優 / 作曲・編曲 - 山本正之 / 歌 - 山形ユキオ
「ビリー・ザ・ショット」
作詞 - 山本優 / 作曲・編曲 - 山本正之 / 歌 - 増田直美
「不死蝶のライラ」
作詞 - 山本優 / 作曲・編曲 - 山本正之 / 歌 - 山形ユキオ
「いつか時を止めて」
作詞 - 山本優 / 作曲・編曲 - 山本正之 / 歌 - 増田直美、山本まさゆき

## 各話リスト
| 話 | 放送日        | サブタイトル         | 脚本            | 演出                | 作画監督 | 美術     |
| -- | ------------- | -------------------- | --------------- | ------------------- | -------- | -------- |
| 1  | 1982年 7月6日 | 惑星海に来たやつら   | 山本優          | 渡部英雄 松浦錠平   | 大木雪享 | 高島平   |
| 2  | 7月13日       | 「烈」の旗のもとに   | 山本優          | 池田裕之 松浦錠平   | 塩沢洪大 | 高島平   |
| 3  | 7月20日       | 外宇宙の脅威         | 山本優          | 新田義方 松浦錠平   | 塩沢洪大 | 高島平   |
| 4  | 7月27日       | やとわれ部隊         | 山本優          | 明石正二 松浦錠平   | 塩沢洪大 | 高島平   |
| 5  | 8月3日        | 裏切りの報酬         | 山本優          | 池田裕之 松浦錠平   | 塩沢洪大 | 高島平   |
| 6  | 8月10日       | シェル・ゲイトの戦い | 山本優          | 明石正二 高垣幸蔵   | 菊池城二 | 高島平   |
| 7  | 8月17日       | 襲撃の嵐             | 山本優          | 中野健治 松浦錠平   | 大木雪享 | 高島平   |
| 8  | 8月24日       | 非情の掟             | 山本優          | 明石正二 松浦錠平   | 塩沢洪大 | 高島平   |
| 9  | 8月31日       | 復讐のかなた         | 山本優          | 明石正二 松浦錠平   | 大木雪享 | 高島平   |
| 10 | 9月7日        | ラーナ星の陰謀       | 山本優          | 渡部英雄 松浦錠平   | 大木雪享 | 高島平   |
| 11 | 9月14日       | 怒れ狼               | 山本優          | 明石正二 高垣幸蔵   | 菊池城二 | 高島平   |
| 12 | 9月21日       | パニック前夜         | 山本優          | 明石正二 松浦錠平   | 大木雪享 | 高島平   |
| 13 | 9月28日       | サクラ・ゲイトの変   | 山本優          | 中野健治 松浦錠平   | 塩沢洪大 | 下川忠海 |
| 14 | 10月5日       | 激闘・花一輪         | 山本優 大橋志吉 | 明石正二 松浦錠平   | 大木雪享 | 高島平   |
| 15 | 10月12日      | オフス星沖SOS        | 山本優          | 中野健治 高垣幸蔵   | 菊池城二 | 高島平   |
| 16 | 10月19日      | ゴワハンドの攻防     | 山本優          | 明石正二 松浦錠平   | 塩沢洪大 | 高島平   |
| 17 | 10月26日      | 乱斗・ミーブ荒野     | 山本優          | 明石正二 松浦錠平   | 大木雪享 | 高島平   |
| 18 | 11月2日       | 別れ星出あい星       | 山本優          | 明石正二 松浦錠平   | 大木雪享 | 高島平   |
| 19 | 11月9日       | いつか時をとめて     | 山本優          | 明石正二 高垣幸蔵   | 菊池城二 | 高島平   |
| 20 | 11月16日      | ロングーの虎         | 山本優          | 中野健治 松浦錠平   | 大木雪享 | 高島平   |
| 21 | 11月23日      | 獅子たちの群像       | 合戸陽          | 明石正二 松浦錠平   | 塩沢洪大 | 高島平   |
| 22 | 11月30日      | 揺れる惑星海         | 山本優          | 明石正二 松浦錠平   | 大木雪享 | 高島平   |
| 23 | 12月7日       | 炎上ゴーショ・シティ | 山本優          | 明石正二 高垣幸蔵   | 菊池城二 | 高島平   |
| 24 | 12月14日      | 運命の嵐             | 山本優          | 明石正二 松浦錠平   | 塩沢洪大 | 高島平   |
| 25 | 12月21日      | 翔べよ不死蝶         | 山本優          | 中野健治 松浦錠平   | 大木雪享 | 高島平   |
| 26 | 12月28日      | 燃えろ剣             | 山本優          | 明石正二 松浦錠平   | 大木雪享 | 高島平   |
| 27 | 1983年 1月4日 | オズマ暗殺           | 山本優 合戸陽   | 明石正二 高垣幸蔵   | 菊池城二 | 高島平   |
| 28 | 1月11日       | 決戦（I）            | 山本優          | 明石正二 高垣幸蔵   | 大木雪享 | 高島平   |
| 29 | 1月18日       | 決戦（II）           | 山本優          | 明石正二 松浦錠平   | 大木雪享 | 高島平   |
| 30 | 1月25日       | 決戦（III）          | 山本優          | 明石正二 松浦錠平   | 大木雪享 | 高島平   |
| 31 | 2月1日        | ドーエ星ふたたび     | 合戸陽          | 中野健治 高垣幸蔵   | 菊池城二 | 高島平   |
| 32 | 2月8日        | ガオーカに吼える     | 合戸陽          | 明石正二 松浦錠平   | 大木雪享 | 高島平   |
| 33 | 2月15日       | 壮烈・アエイズ魂     | 合戸陽          | 又野弘道 松浦錠平   | 大木雪享 | 高島平   |
| 34 | 2月22日       | 新たなる夢           | 山本優          | 明石正二 松浦錠平   | 塩沢洪大 | 高島平   |
| 35 | 3月1日        | アステロイドに祈る   | 山本優          | 箕ノ口克巳 松浦錠平 | 菊池城二 | 高島平   |
| 36 | 3月8日        | ヌビアの狂乱（前編） | 山本優          | 明石正二 松浦錠平   | 大木雪享 | 高島平   |
| 37 | 3月15日       | 巨烈燃ゆ（後編）     | 山本優          | 又野弘道            | 塩沢洪大 | 高島平   |
| 38 | 3月22日       | 天冥に賭ける         | 山本優          | 明石正二 松浦錠平   | 大木雪享 | 高島平   |
| 39 | 3月29日       | 烈風散華（最終回）   | 山本優          | 明石正二 松浦錠平   | 菊池城二 | 高島平   |

## 放送局
系列は当時のもの。放送時間は個別に出典が提示されているものを除き1983年1月中旬 - 2月上旬時点のものとする
| 放送地域       | 放送局         | 放送日時           | 系列                          | 備考                                                                  |
| -------------- | -------------- | ------------------ | ----------------------------- | --------------------------------------------------------------------- |
| 関東広域圏     | テレビ東京     | 火曜 17:55 - 18:25 | テレビ東京系列                | 制作局                                                                |
| 大阪府         | テレビ大阪     | 火曜 17:55 - 18:25 | テレビ東京系列                |                                                                       |
| 北海道         | 北海道文化放送 | 土曜 7:30 - 8:00   | フジテレビ系列                | 放送期間は1982年7月3日から1983年3月26日まで、 キー局より3日先行放送。 |
| 宮城県         | 仙台放送       | 月曜 16:30 - 17:00 | フジテレビ系列                |                                                                       |
| 山形県         | 山形テレビ     | 火曜 17:30 - 18:00 | フジテレビ系列                |                                                                       |
| 福島県         | 福島中央テレビ | 日曜 6:15 - 6:45   | 日本テレビ系列                |                                                                       |
| 新潟県         | 新潟総合テレビ | 金曜 17:25 - 17:55 | フジテレビ系列 テレビ朝日系列 | 現・NST新潟総合テレビ。                                               |
| 富山県         | 富山テレビ     | 火曜 16:50 - 17:20 | フジテレビ系列                | 1983年4月19日まで放送                                                 |
| 石川県         | 石川テレビ     | 金曜 6:45 - 7:15   | フジテレビ系列                | 1983年4月9日まで放送                                                  |
| 福井県         | 福井テレビ     | 水曜 17:25 - 17:55 | フジテレビ系列                | 1983年4月6日まで放送                                                  |
| 静岡県         | 静岡放送       | 土曜 17:30 - 18:00 | TBS系列                       |                                                                       |
| 中京広域圏     | 東海テレビ     | 金曜 7:30 - 8:00   | フジテレビ系列                |                                                                       |
| 奈良県         | 奈良テレビ     | 火曜 18:00 - 18:30 | 独立局                        |                                                                       |
| 岡山県・香川県 | 岡山放送       | 月曜 17:00 - 17:30 | TBS系列                       |                                                                       |
| 広島県         | 中国放送       | 月曜 17:30 - 18:00 | TBS系列                       |                                                                       |
| 福岡県         | 福岡放送       | 土曜 7:45 - 8:15   | 日本テレビ系列                |                                                                       |
| 熊本県         | テレビ熊本     | 木曜 17:30 - 18:00 | フジテレビ系列 テレビ朝日系列 | 1982年8月12日から1983年5月26日まで放送。                              |

## 商品展開
玩具はメインスポンサーのタカトクトイスから、合体ギミックを再現した「DX爆走合身バクシンガー」が発売された。またプラモデルも前作に引き続きマークより発売。普及価格帯である300円のキットはバクシンガー（1/320スケール）の他ニオーム他も発売する意欲的なラインナップだった。ただし、当時のガンプラブームで流行となっていた「リアルカラー」（箱の表記では「REAL FORME」）版のみの展開となった。バクシンガーの場合ボックスアートでは全身明るめのミディアムブルーにカラーリングされており、製品の成型色は箱絵よりさらに数段暗めだった。一方高価格帯のキットは箱絵や彩色指定はアニメのカラーリング準拠で、合体ギミックも再現されていた。
また、前作の『ブライガー』に引き続き文具関連の商品も製造・販売されたが、製造元はセイカノートからショウワノートに変更されている。

## ゲームでの登場
バンプレストのゲーム『スーパーロボット大戦GC』及び『スーパーロボット大戦XO』で登場した際には、士郎役の塩沢は死去、シュテッケン役の曽我部は引退（『XO』発売時点では死去）していたため、他の作品と同様山崎たくみと置鮎龍太郎が代役となっている。また、バクシンガーに乗る5人とスリーJ以外の銀河烈風隊のメンバーは登場しないが、顔出しをしないだけで別働隊として動いていることは語られる。
同じ江戸時代をモチーフとした『最強ロボ ダイオージャ』とクロスオーバーがなされ、銀河烈風隊は『ダイオージャ』のエドン国（地球とは別の星系）の人間であり、外宇宙にまで勢力を伸ばしていたヌビアコネクション（ブライガーの敵勢力）と戦うコズモレンジャーJ9の噂を聞いて、ドン・コンドールは銀河烈風隊を作り、チーム名に「J9」を入れたことになっている。そのため、原作では600年前の英雄であるコズモレンジャーJ9や200年後のチームであるJJ9チームと同じ時代に生きている。